# Зауи, Мохамед
Мохамед Зауи (род. 14 мая 1960, Nedroma Tlemcen, Тлемсен) — алжирский боксёр-средневес, бронзовый призёр Олимпийских игр 1984 года.
Наряду с другим боксёром Мустафой Мусой принёс для своей страны первые олимпийские медали в её истории. Позднее передал свою медаль в Национальный олимпийский музей.
Во время олимпийского турнира в Лос-Анджелесе одержал победы над спортсменом из Лесото Циу Монне и замбийцем Мозесом Мвамбой, уступив в полуфинале американцу Вирджилу Хиллу. Третью ступень пьедестала разделил с пуэрториканцем Аристидесом Гонсалесом.
В 1988—1990 годы провёл 8 боёв на профессиональном ринге, из которых выиграл 4 (в том числе 2 боя — нокаутом).